# Ракелс, Хейди
Хе́йди Мари́я Хуберти́на Ра́келс (нидерл. Heidi Maria Hubertina Rakels; 22 июня 1968, Лёвен) — бельгийская дзюдоистка средней и полутяжёлой весовых категорий, выступала за сборную Бельгии в конце 1980-х — середине 2000-х годов. Бронзовая призёрка летних Олимпийских игр в Барселоне, серебряный и бронзовый призёр чемпионатов Европы, победительница многих турниров национального и международного значения.

## Биография
Хейди Ракелс родилась 22 июня 1968 года в городе Лёвен провинции Фламандский Брабант. Активно заниматься дзюдо начала с раннего детства, проходила подготовку в клубе единоборств Hooglede.
С 1986 года выступала на различных турнирах регионального значения. Первого серьёзного успеха на взрослом международном уровне добилась в сезоне 1992 года, когда попала в основной состав бельгийской национальной сборной и побывала на европейском первенстве в Париже, откуда привезла награду серебряного достоинства, выигранную в средней весовой категории. Благодаря череде удачных выступлений удостоилась права защищать честь страны на летних Олимпийских играх 1992 года в Барселоне, куда женское дзюдо впервые было включено в качестве полноценной дисциплины. Дошла здесь до стадии четвертьфиналов, где потерпела поражение от британки Кейт Хауи. В утешительных встречах за третье место одолела всех троих своих соперниц и завоевала тем самым бронзовую олимпийскую медаль.
В 1999 году в полутяжёлом весе Ракелс выиграла бронзу на чемпионате Европы в Братиславе. Будучи в числе лидеров дзюдоистской команды Бельгии, благополучно прошла квалификацию на Олимпийские игры 2000 года в Сиднее — на сей раз не попала в призы, в четвертьфинале победила двукратную чемпионку мира из Италии Эмануэлу Пьерантоцци, но затем потерпела поражение от китаянки Тан Линь, которая в итоге и стала победительницей Олимпиады. В утешительной встрече за третье место была побеждена румынкой Симоной Рихтер.
После сиднейской Олимпиады Хейди Ракелс осталась в основном составе бельгийской национальной сборной и продолжила принимать участие в крупнейших международных турнирах. Так, в 2001 году в полутяжёлой весовой категории она боролась на чемпионате Европы в Париже и выиграла серебряную медаль, потерпев единственное поражение в финале от представительницы Франции Селин Лебрен. Последний раз показала сколько-нибудь значимый результат на международной арене в сезоне 2004 года, когда получила бронзу на этапе Кубка мира в Риме. Вскоре по окончании этих соревнований приняла решение завершить карьеру профессиональной спортсменки, уступив место в сборной молодым бельгийским дзюдоисткам.